# 서호전기
서호전기주식회사(영어: Seoho Electric Co., Ltd.)는 대한민국의 배전반 및 전기자동제어반 제조업을 영위하는 기업이다. 1981년 5월 10일 서호전기로 설립되었고, 1988년 9월 23일 서호전기주식회사로 법인전환하였다. 2002년 7월 16일엔 코스닥증권시장에 주식을 상장하였다. 서호전기(주)의 설립자는, 이상호 現 서호전기(주) 회장이며 본사는, 경기도 안양시 동안구 귀인로 9에 위치해있다. 대표자는 김승남 서호전기(주) 대표이사이다.

## 소속 집단
서호전기(주)는 안양상공회의소 회장사이다.

## 주요 사업
- 항만 크레인 및 조선소의 크레인을 구동제어 하는 전기제어시스템 제조 판매
- AC 모터 및 DC 모터를 구동제어 하는 AC인버터, DC인버터를 단품으로 제조 판매

## 연결 종속 회사
- 중국 청도 청도서호전기유한공사
  - 설립일: 2003년 12월 11일
    - 주요사업: 배전용(기기용)전기회로개폐의 제조 및 판매
      - 직전사업연도말 자산총액: 1,693,000,000원
        - 지배관계 근거: 73.8% 소유
          - 주요종속회사 여부: 미해당

## 같이 보기
- 전기
- AC
- DC
- 인버터
- 안양시